# N-(4-(2,4-Dihydroxyphenyl)-1,3-thiazol-2-yl)-2-methylpropanamid
N-[4-(2,4-Dihydroxyphenyl)-1,3-thiazol-2-yl]-2-methylpropanamid (von Beiersdorf geschützter Name: Thiamidol) ist eine chemische Verbindung, die die  menschliche Tyrosinase hemmt. Tyrosinase ist ein Enzym, das an der Bildung des körpereigenen Hautfarbstoffs Melanin beteiligt ist.
Der von Beiersdorf entwickelte und patentierte Stoff wird äußerlich auf der Haut angewendet. Er soll Pigmentflecken mildern und deren Neuentstehung vorbeugen.

## Hintergrund
Eine Hyperpigmentierung (Melasma), also das übermäßige Vorhandensein von Melanin in der Haut, wird durch eine erhöhte Produktion von Melanin in den Melanozyten verursacht. UV-Strahlung der Sonne aktiviert die Melanozytenaktivität in der Haut. Ein punktuelles übermäßiges Vorhandensein von Melanin in der Haut zeigt sich in braunen Pigmentflecken.
Verschiedene Formen der Hyperpigmentierung sind etwa die Lentigines (Altersflecken) oder die postinflammatorische (d. h. nach einer Entzündung der Haut auftretende) Hyperpigmentierung. Sie zeigen unterschiedliche klinische Merkmale, wie z. B. Dauer oder Ort des Auftretens. Es gibt verschiedene Möglichkeiten, die Hyperpigmentierung zu behandeln, jedoch sind die meisten sehr grob, wie z. B. chemische Peelings oder Lasertherapien.

## Entwicklung
Die Geschwindigkeit der Melaninbildung wird durch die Aktivität des Enzyms Tyrosinase bestimmt. Tyrosinase ist daher ein vorrangiges Ziel für die Unterdrückung einer Hyperpigmentierung. Zahlreiche Tyrosinase-Inhibitoren wurden bereits identifiziert, von denen etliche keine klinische Wirksamkeit zeigten, da die Entwicklung unter Verwendung mykotischer Tyrosinase aus Agaricus bisporus (mTyr, „Pilztyrosinase“) als Zielstruktur erfolgte. Die Verwendung einer rekombinanten humanen Tyrosinase (hTyr) als Zielstruktur in Verbindung mit einem Screening von 50.000 Verbindungen führte zur Identifizierung der Resorcinylthiazole als besonders wirksame Inhibitoren der menschlichen Tyrosinase, darunter das Thiamidol mit einer mittleren inhibitorischen Konzentration (IC50) von 1,1 μmol/L. Im Vergleich dazu liegt die IC50 gegenüber hTyr deutlich höher bei anderen ebenfalls zur Hautaufhellung verwendeten Substanzen wie etwa 4-Butylresorcinol (21 μmol/L), Kojisäure (500 μmol/L) oder Hydrochinon und Arbutin (> 4000 μmol/L). Die Pilztyrosinase (mTyr) wurde durch Thiamidol nur schwach gehemmt, die IC50 betrug 108 μmol/L.
In Melanozytenkulturen inhibierte Thiamidol die Melaninproduktion stark, jedoch reversibel, wohingegen das ebenfalls eine Hautaufhellung bewirkende Hydrochinon die Melanogenese irreversibel hemmte.